# Bruno Mattei
Bruno Mattei, född 30 juli 1931 i Rom, död 21 maj 2007 i Ostia, var en italiensk filmregissör.
Han har gjort sig känd främst för sina skräckfilmer, kvinnofängelsefilmer och actionfilmer med låg budget, och arbetade ofta under pseudonymen Vincent Dawn. Han färdigställde bland annat Zombie Flesh Eaters 2 (1988) efter att Lucio Fulci drabbats av en stroke och regisserade även bland annat Hell of the Living Dead (1980), Rats - Night of Terror (1984), Strike Commando (1987), Strike Commando 2 (1988) och Robowar (1988). Han arbetade ofta med manusförfattaren Claudio Fragasso.
Efter att ha jobbat som filmklippare sedan 1965 gjorde Mattei regidebut 1977 med nazisploitationfilmen Casa privata per le SS (känd under de engelska titlarna SS Girls och Private House of the SS), som ungefär efterliknar Tinto Brass Salong Kitty (båda filmerna handlar om prostituerade som tvingas arbeta som spioner åt nazistregimen). Hans filmer var ofta kalkerade efter andra filmer som Strike Commando 2 (Rambo – First Blood II) och Cruel Jaws (Hajen, innehåller även avsnitt som lyfts från den och andra hajfilmer). Matteis oeuvre är i allmänhet illa ansett av filmkritiker, hans minst dåliga film anses vara den postapokalyptiska Rats - Night of Terror, som han själv ansåg vara sitt främsta verk. Hans filmer har dock kultstatus bland de som gillar filmer som är "så dåliga att de blir bra".